# Lèmur mostela de Fleurete
El lèmur mostela de Fleurete (Lepilemur fleuretae) és una espècie de lèmur mostela que, com tots els altres lèmurs, és endèmica de Madagascar. És un lèmur mostela de mida mitjana, amb una llargada total de 58-67 cm, dels quals aproximadament 30 cm pertanyen a la cua. Viu en selves pluvials primàries i secundàries del sud-est de l'illa.